# Villebramar
Villebramar é uma comuna francesa na região administrativa da Nova Aquitânia, no departamento Lot-et-Garonne. Estende-se por uma área de 10 km². Em 2010 a comuna tinha 107 habitantes (densidade: 10,7 hab./km²).